# Antonín Mölzer starší
Antonín Mölzer starší (30. dubna 1839 Chotusice – 8. srpna 1916 Kutná Hora) byl český stavitel varhan.
V roce 1866 se osamostatnil a založil si v Kutné Hoře vlastní dílnu. Za varhany v Nové Vsi dostal na výstavě v polské Čenstochové stříbrnou medaili.

## Rodina
Manželkou A. Mölzera byla Augusta (1844-1906) a měli spolu syny Eustacha (1878–1953), Josefa (1871-1958) a Antonína (1865-1929). Bratr Antonína (staršího) byl Václav Michael Mölzer (1830-1899). Všichni se věnovali stavbě varhan.

## Dílo
výběr
- 1866 – Polní Voděrady, kostel Navštívení Panny Marie
- 1875 – Borovnice, kostel sv. Petra a Pavla
- 1888 – Chotýšany, kostel sv. Havla
- 1892 – Zibohlavy, Kostel svatého Martina
- po 1895 – Čelákovice, Kostel Nanebevzetí Panny Marie
- 1896 – Úžice, kostel Nanebevzetí Panny Marie
- 1897 - Dolní Újezd, Kostel svatého Havla
- 1900 – Ratboř, kostel sv. Václava
- 1906 – Dlouhá Třebová, Kostel svatého Prokopa
- 1909 – Nová Ves, kostel sv. Václava[3]
- 1910 – Ovčáry, kostel sv. Jakuba Většího[5]
- 1912 – Nový Hradec Králové, Kostel svatého Antonína Poustevníka[6]
- 1913 – Ratenice, Kostel svatého Jakuba Většího[7]